# Rottaler Bauernhaus

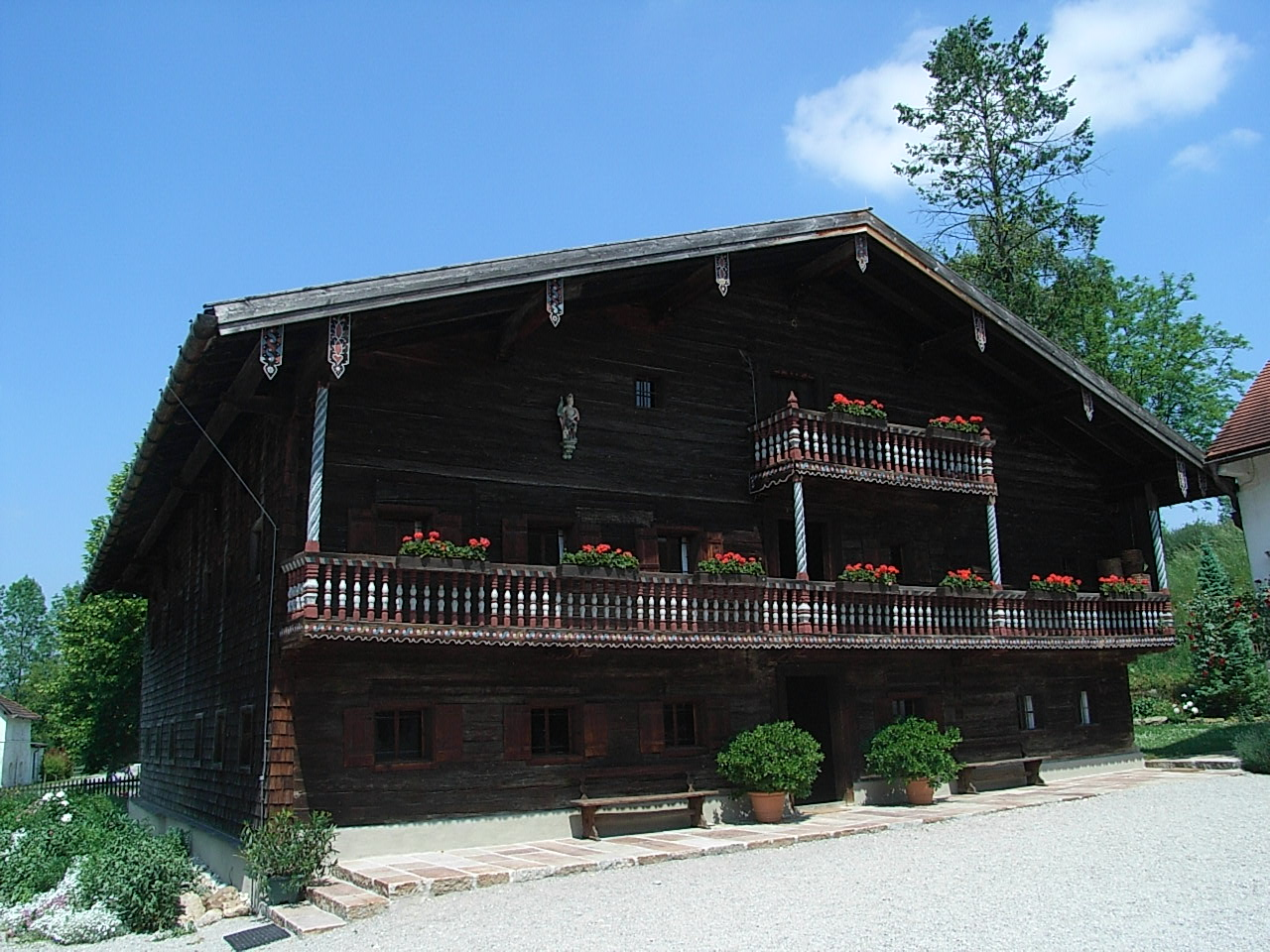
Geburtshaus des Hl. Bruders Konrad von Parzham – ein typisches Rottaler Bauernhaus

Das Rottaler Bauernhaus ist die besondere Form eines bäuerlichen Wohnhauses in Niederbayern, die meistens im Zusammenhang mit einem Rottaler Vierseithof entstanden ist und eine funktionelle Einheit mit den übrigen um einen Wirtschaftshof gruppierten Gebäuden bildet. Das Rottaler Bauernhaus ist meist ein reines Wohnhaus, wenn es sich um einen großen Hof handelt. Es kann aber bei wenig Wirtschaftsfläche auch ein Wohnstallhaus sein, da dann das Vieh unter einem Dach mit den Menschen untergebracht wurde.

## Merkmale

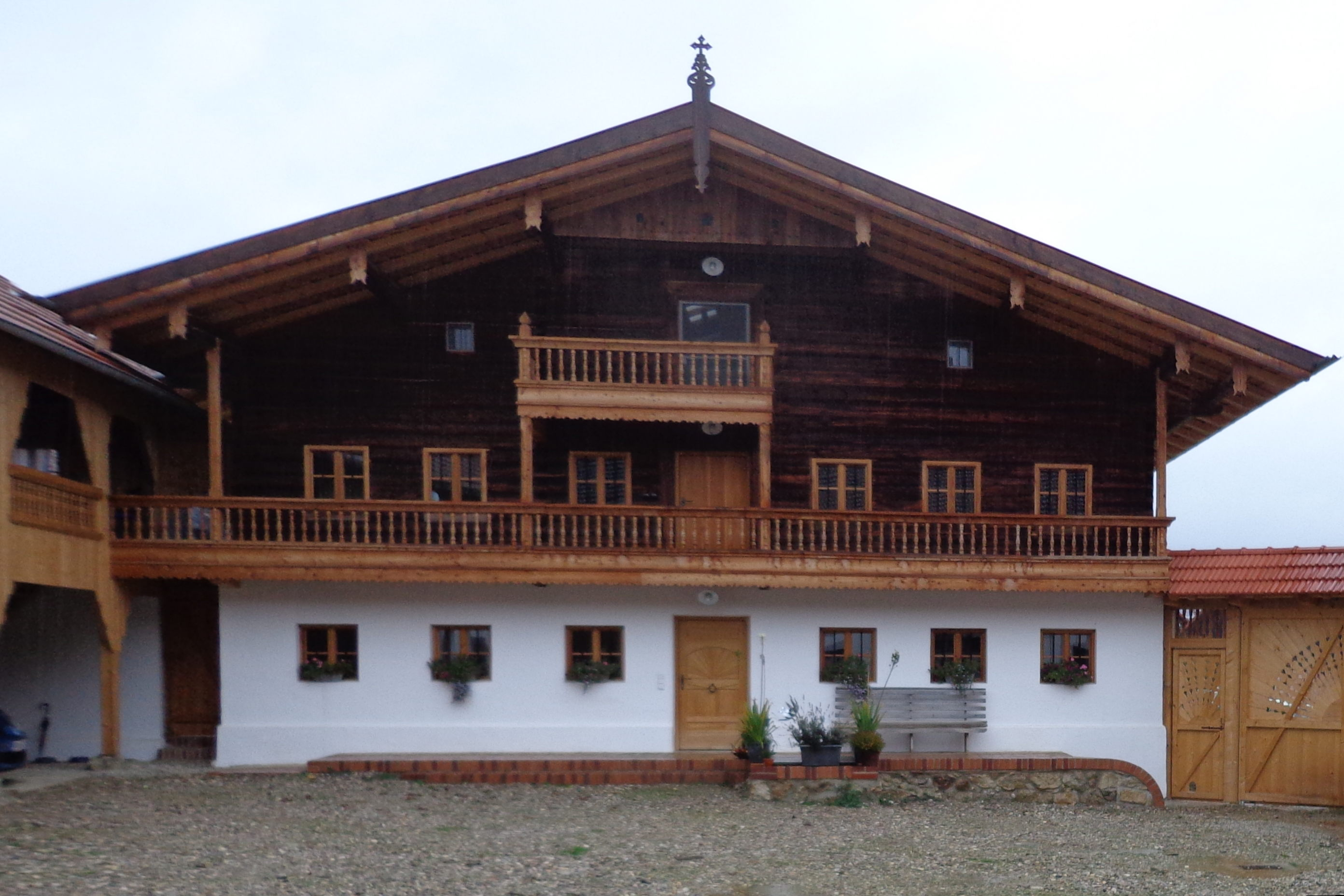
Renoviertes Rottaler Bauernhaus

Ein solches Wohnhaus war giebelseitig zum Wirtschaftshof orientiert und hatte dort mittig den Haupteingang, der Zugang zu einer breiten Fletz (breiter Hausflur) ermöglichte. Die Breitseite des Wohnhauses war im Gegensatz zu den meisten anderen bäuerlichen Wohnhäusern die Giebelseite, die aber einen weiten Dachüberstand besaß, um für den Schrot (schmaler Balkon), der zum Trocknen diverser bäuerlicher Produkte gebraucht wurde, genug Wetterschutz zu bieten. Aus konstruktiven Gründen – die Rottaler Bauernhäuser waren ursprünglich reine Blockbauten – war der Grundriss des Obergeschosses der gleiche wie im Erdgeschoss – wies also eine breite Diele über der Fletz auf. Das Dachgeschoss war meist durch einen Kniestock etwas erhöht, damit man es bei Bedarf als Trocknungs- oder Aufbewahrungsraum nutzen konnte. Deswegen hatte es häufig auf der Giebelseite eine Tür, die zu einem Hochschrot führte.

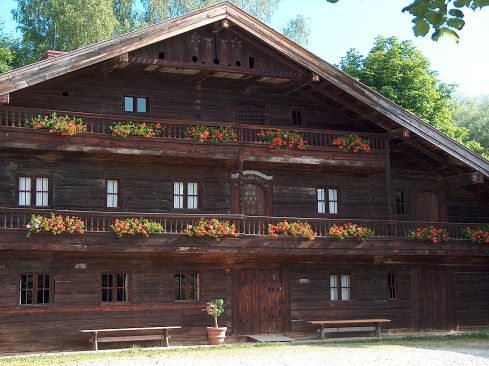
Bauernhaus im Freilichtmuseum Massing

Im 19. Jahrhundert wurde es Vorschrift, dass das Erdgeschoss gemauert wurde und nur noch das Obergeschoss und das Dachgeschoss aus Balken gezimmert wurde. Aber einige dieser Rottaler Bauernhäuser stehen noch am Originalstandort, ein paar schöne Exemplare sieht man auch in niederbayerischen Freilichtmuseen.
Ein besonders schön gestaltetes Bauernhaus ist das Wohnhaus des Mittermayrhofes in Riedertsham. Bei diesem Bauernhaus des Hofes, das so um die Jahreswende 1822/23 fertig war und bezogen wurde, wurde die Entstehungsgeschichte durch Aufzeichnungen des Bauherrn Johann Mayer dokumentiert, so dass man sich heute genaue Vorstellungen über die Baugeschichte des Gebäudes und die Kosten für Material und Löhne machen kann.

## Geschichte des Rottaler Bauernhauses
Wahrscheinlich beginnt die Geschichte dieses Bauernhaustyps schon im 16. Jahrhundert, nachweisbar ist sie seit dem 17. Jahrhundert. Dieser Haustyp entwickelte sich über einige Generationen hinweg, die jeweils ihre Erfahrungen einbrachten und sich an veränderte Bewirtschaftungsformen anpassten. Ab einer Hofgröße von 50 Tagwerk und entsprechendem Gesinde baute man ein eigenes Gebäude, während bei kleineren Bauern ein Wohnstallhaus entstand. Das Verbreitungsgebiet dieses Typs ist tatsächlich nur das Rottal und einige anschließende Gebiete, die nach Norden etwas weiter reichen. Dieser Bauernhaustyp hatte sich in Verbindung mit dem Hoftyp bis zum Beginn des 19. Jahrhunderts voll entwickelt und erfuhr dann in der Folge keine weitere Veränderung mehr, außer dass das vormals kostengünstige Holz wegen der obrigkeitlichen Vorschriften und der Brandschutzversicherungen im späten 19. Jahrhundert durch Stein und Ziegel ersetzt wurde. Einige Exemplare des Blockbautypus gibt es aber noch, sie sind oft denkmalgeschützt und werden von ihren Besitzern oder dem Freilichtmuseum entsprechend gepflegt. Ein besonders schönes Beispiel ist das Wohnhaus im Mittermayrhof in Riedertsham, dessen Baugeschichte sogar dokumentiert ist. Aber auch in Massinger Freilichtmuseum gibt es schöne Beispiele.

## Konstruktionsprinzipien des Hauses

### Beschreibung
Unverwechselbar wird dieses Bauernhaus durch seine Proportionen und seine mit Schroten ausdrucksvoll gestaltete Giebelansicht. Dieser Giebel mit seinem großen Dachüberstand ist meist nach Süden ausgerichtet und macht eine Seite des Rottaler Vierseithofes aus. Es ist die Breitseite des Hauses, die überwiegend aus Holz besteht, vor Witterungseinflüssen gut geschützt ist und durch die Schrote die Möglichkeit zum Trocknen von vielerlei aufgehängtem Gut bietet. Ein Hochschrot mit Giebeltür zum Dachgeschoss, das meist einen niedrigen Kniestock besitzt, ermöglicht das Hinaufbringen von Trockengut auf den großen Dachboden.
Das Haus ist also kürzer als breit, es steht mit seiner langen Giebelseite zum Innenhof. Der Hauseingang befindet sich ungefähr in der Mitte dieser Giebelseite und führt in eine breite Fletz, die oft bis zur hinteren Hauswand führt und dort einen Hinterausgang hat. Der Fletz entspricht im Obergeschoss eine breite Diele, die von unten durch eine geradläufige oder manchmal auch gewendelte Stiege erschlossen wird. Die durch Fletz und Diele in zwei Hälften geteilten Teile der Stockwerke sind meist unterschiedlich breit. In der breiteren Hälfte des Erdgeschosses befindet sich gewöhnlich die Stube und dahinter die Küche. Auf der anderen schmäleren Seite sind Stübel und weitere Kammern untergebracht. Die kleinen Fenster sorgen vor allem in der Stube – weil sie sich an zwei Seiten befinden – für eine gute Belichtung. Die Grundriss-Gleichheit des Unter- und Obergeschossen rührt von der ursprünglich reinen Blockbau-Konstruktion her. Ab dem frühen 19. Jahrhundert werden die Erdgeschosse meist gemauert, weil die obrigkeitlichen Bauvorschriften es so vorschreiben. Im späten 19. Jahrhundert entstehen nur noch wenige Bauernhäuser dieses Typs, und diese sind dann durchwegs Steinbauten.

### Grundrisse von Bauernhäusern
Die Konstruktionsprinzipien werden deutlich, wenn man die nachfolgenden Grundrisse verschiedener Rottaler Vierseithöfe und ihrer zugehörigen Wohnhäuser betrachtet:
- Reischbach, Hollböck-Hof
- Riedertsham, Gesamtgrundriss des Mittermayrhofes
- Weitere Grundrisse von Rottaler Bauernhäusern

## Baugeschichte des Mittermayr-Hofes in Riedertsham
Als Denkmalpfleger in Niederbayern hat Mathias Ueblacker den Mittermayr-Hof in Riedertsham im Landkreis Passau aufmerksam betreut. Die Dokumente zur Bau- und Hofgeschichte wurden von ihm und dem Bayerischen Landesamt für Denkmalpflege in einem Dokumentationsband veröffentlicht. Aus diesen Dokumenten kann man gut den Werdegang der Erneuerung eines Vierseithofes mit einem typischen Wohnhaus im Rottaler Stil nachvollziehen.
Diese Baugeschichte ist in der unten angegebenen Dokumentation nachzulesen.